# Andrej Mrkela
Andrej Mrkela (in serbo Андреј Мркела?; Enschede, 9 aprile 1992) è un ex calciatore serbo, di ruolo centrocampista.

## Biografia
È il figlio dell'ex calciatore Mitar Mrkela e dell'attrice Lidija Vukicevic. Ha nazionalità olandese perché è nato quando il padre militava nel Twente.

## Carriera

### Club
Dopo aver militato per una sola stagione rispettivamente nel 2008 per la Stella Rossa e nel 2009 in prestito per l'OFK Belgrado, si trasferisce al Rad Belgrado nel 2010 sempre con la formula del prestito.

### Nazionale
Nel 2011 ha partecipato con la nazionale Under-19 serba al campionato europeo di categoria, mettendo a segno anche una rete con la sua nazionale.